# 豪厄爾鎮區 (阿肯色州約翰遜縣)
豪厄爾鎮區（英語：Howell Township）是位於美國阿肯色州約翰遜縣的一個行政鎮區。

## 地方資料
豪厄爾鎮區的面積為54.53平方千米，當中陸地面積為33.55平方千米，而水域面積為20.98平方千米。根據2010年美國人口普查的數據，當地共有人口1343人，而人口密度為每平方千米24.63人。